# Limited Edition Vinyl Box Set
Limited Edition Vinyl Box Set è la prima raccolta e box set del gruppo musicale britannico Bring Me the Horizon, pubblicata il 24 novembre 2014 dalla BMG.
Contiene 5 dischi in vinile da 12", tre dei quali contenenti rispettivamente il primo EP del gruppo, This Is What the Edge of Your Seat Was Made For, e i loro primi due album in studio, Count Your Blessings e Suicide Season. Gli altri 2 LP contengono invece il terzo album in studio There Is a Hell, Believe Me I've Seen It. There Is a Heaven, Let's Keep It a Secret.

## Tracce
Testi di Oliver Sykes, musiche dei Bring Me the Horizon.
LP 1 (This Is What the Edge of Your Seat Was Made For)
1. They Have No Reflections – 5:42
2. Who Wants Flowers When You're Dead? Nobody – 4:54
3. Rawwwrr! – 4:13
4. Traitors Never Play Hangman – 3:37

LP 2 (Count Your Blessings)
1. Pray for Plagues – 4:21
2. Tell Slater Not to Wash His Dick – 3:30
3. For Stevie Wonder's Eyes Only (Braille) – 4:29
4. A Lot Like Vegas – 2:09
5. Black and Blue – 4:33
6. Slow Dance – 1:16
7. Liquor and Love Lost – 2:39
8. (I Used to Make Out with) Medusa – 5:39
9. Fifteen Fathoms, Counting – 1:56
10. Off the Heezay – 5:39

LP 3 (Suicide Season)
1. The Comedown – 4:09
2. Chelsea Smile – 5:02
3. It Was Written in Blood – 3:45
4. Death Breath – 4:20
5. Football Season Is Over – 1:55
6. Sleep with One Eye Open – 4:16
7. Diamonds Aren't Forever – 3:48
8. The Sadness Will Never End – 5:22
9. No Need for Introductions, I've Read About Girls Like You on the Backs of Toilet Doors – 0:59
10. Suicide Season – 8:17

LP 4 (There Is a Hell, Believe Me I've Seen It. There Is a Heaven, Let's Keep It a Secret)
1. Crucify Me (feat. Lights) – 6:19
2. Anthem – 4:49
3. It Never Ends – 4:34
4. Fuck (feat. Josh Franceschi) – 4:55
5. Don't Go (feat. Lights) – 4:58
6. Home Sweet Hole – 4:37

LP 5 (There Is a Hell, Believe Me I've Seen It. There Is a Heaven, Let's Keep It a Secret)
1. Alligator Blood – 4:31
2. Visions – 4:08
3. Blacklist – 4:00
4. Memorial – 3:09
5. Blessed with a Curse – 5:08
6. The Fox and the Wolf (feat. Josh Scogin) – 1:42

## Formazione
Bring Me the Horizon
- Oliver Sykes – voce
- Lee Malia − chitarra solista
- Curtis Ward − chitarra ritmica (LP 1-2-3)
- Jona Weinhofen − chitarra ritmica, tastiera, cori (LP 4-5)
- Matt Kean − basso
- Matt Nicholls − batteria, percussioni

Altri musicisti
- Sam Carter − voce in The Sadness Will Never End (LP 3)
- JJ Peters − voce in Football Season Is Over (LP 3)
- Luis Dubuc − sintetizzatore in Chelsea Smile (LP 3)
- Skrillex – programmazione e cori in Visions (LP 4-5)
- Jamie Kossoff - cori (LP 4-5)
- Jon Courtney – cori (LP 4-5)
- Lights – voce in Crucify Me e Don't Go (LP 4-5)
- Kaleo James – cori in Fuck (LP 4-5)
- Anna Maria Engberg – cori in Crucify Me (LP 4-5)
- Elin Engberg – cori in Crucify Me (LP 4-5)
- The Fredman Choristers – cori in Crucify Me e It Never Ends (LP 4-5)
- Josh Franceschi – voce in Fuck (LP 4-5)
- Josh Scogin – voce in The Fox and the Wolf (LP 4-5)